# Jérôme Carcopino
Jérôme Ernest Joseph Carcopino (* 27. Juni 1881 in Verneuil-sur-Avre (Département Eure); † 17. März 1970 in Paris) war ein französischer Althistoriker, Archäologe und Epigraphiker. Als Erziehungsminister des Vichy-Regimes verantwortete er 1941 den Gesetzestext, der Juden unter der deutschen Besatzung Frankreichs von der Unterrichtstätigkeit an französischen Schulen und Universitäten ausschloss.

## Leben
Jérôme Carcopino war der Sohn eines aus Korsika stammenden Arztes. Nach dem Schulbesuch und der geisteswissenschaftlichen Vorbereitungsklasse (Khâgne) am Lycée Henri-IV wurde er 1901 an der École normale supérieure (ENS) angenommen. 1904 bestand er als Jahrgangsbester die Agrégation (Staatsprüfung für das höhere Lehramt) im Fach Geschichte und Geographie. Von 1904 bis 1907 war er Mitglied der École française de Rome unter Louis Duchesne. Von 1907 bis 1911 war er Lehrer am Lycée in Le Havre, dann arbeitete er ein Jahr als Sekretär des Senators, Ministerpräsidenten und Außenministers Raymond Poincaré.
1912 wurde Carcopino Hochschullehrer an der Universität Algier und im Jahr darauf stellvertretender Inspektor der Altertümer in Französisch-Algerien sowie Direktor des Museums für algerische Altertümer (Musée du Pare de Galland). Seine Karriere wurde durch den Ersten Weltkrieg unterbrochen, als er im Rang eines Capitaine (Hauptmann) in den Dardanellen diente. Er wurde im März 1920 als Nachfolger seines akademischen Lehrers Gustave Bloch auf den Lehrstuhl für Römische Geschichte an der Sorbonne berufen. Von 1937 bis 1940 war er Direktor der École française de Rome. 
Während der deutschen Besetzung Frankreichs im Zweiten Weltkrieg wurde Carcopino im September 1940 zum Direktor der École normale supérieure (ENS) ernannt. Nach Studentenprotesten und der Absetzung des Sorbonne-Rektors Gustave Roussy übernahm er zusätzlich die Aufgaben – aber nicht den Titel – des Rektors der Académie (regionalen Bildungsbehörde) von Paris. Vom 25. Februar 1941 bis zum 18. April 1942, als Pierre Laval ins Amt zurückkehrte, war Carcopino Staatssekretär für „Nationale Erziehung und Jugend“ (Éducation nationale et à la Jeunesse) in der Vichy-Regierung unter Marschall Pétain und François Darlan. In dieser Funktion kümmerte er sich um die Absetzung von Paul Rivet, dem Gründer des Musée de l’Homme in Paris, der ein Unterstützer der politischen Linken war. Carcopinos an der Rassenlehre orientierte Gesetzesvorlage im Bereich der Archäologie, bezeichnet als „loi de 1941“, wurde als „loi Carcopino“ bekannt. Nach seinem Rücktritt aus der Regierung im April 1942 kehrte er als Direktor an die ENS zurück. 
Nach der Befreiung Frankreichs wurde er von August 1944 bis Februar 1945 wegen seiner Beteiligung am Vichy-Regime in Fresnes inhaftiert. Carcopino verlor seinen Lehrstuhl. Er wurde jedoch 1947 gerichtlich rehabilitiert und kehrte 1951 in den Staatsdienst zurück. Carcopino soll der Résistance Hilfeleistungen erbracht haben, was zu einer Verfahrenseinstellung (non-lieu) führte.
Carcopino schrieb wichtige Studien insbesondere zur römischen Geschichte, deren mitunter kühne Hypothesen in der Forschung allerdings des Öfteren auf Skepsis stießen. Sein populärstes Hauptwerk La Vie quotidienne à Rome à l'apogée de l’Empire (Das Alltagsleben im Alten Rom zur Blütezeit des Kaisertums) behandelt das Alltagsleben im Alten Rom zur Blütezeit des Kaisertums. Es wurde in zahlreiche Sprachen übersetzt und erschien in mehreren deutschen Ausgaben.
Er war Mitglied vieler archäologischer und historischer Institute in Europa. Seit 1930 war er Mitglied der Académie des Inscriptions et Belles-Lettres, seit 1955 der Académie française. Seit 1923 war er auswärtiges Mitglied der Accademia Nazionale dei Lincei in Rom und seit 1938 assoziiertes Mitglied der Académie royale des Sciences, des Lettres et des Beaux-Arts de Belgique.

## Veröffentlichungen (Auswahl)
- Virgile et les origines d’Ostie. – Paris: De Boccard, 1919
- La Basilique pythagoricienne de la Porte Majeure. (= Études romaines Bd. 1) Artisan du Livre, Paris 1926
- Autour des Gracques. Etudes Critiques. Paris, Société d’Édition Les Belles Lettres, 1928
- Virgile et le mystère de la 4e églogue. – 6. ed. - Paris: L’Artisan du livre, 1930
- Ce que Rome et l’Empire Romain doivent à la Gaule. – Oxford: Clarendon Press, 1932
- Points de vue sur l’imperialisme romain. Paris 1934
- La Vie quotidienne à Rome à l’apogée de l’Empire. Librairie Hachette, 1939
Übersetzungen:
  - Das Alltagsleben im Alten Rom zur Blütezeit des Kaisertums. Autorisierte Übersetzung aus dem Französischen von Lotte Schaukal. Innsbruck, Rohrer, 1950.
  - So lebten die Römer während der Kaiserzeit. Dt. Verl.-Anst., Stuttgart 1959
  - Rom: Leben und Kultur in der Kaiserzeit. 4., bibliogr. erneuerte Aufl. Reclam, Stuttgart 1992, ISBN 3-15-010382-7
  - Daily Life in Ancient Rome. Translated by E. O. Lorimer. Edited by Henry T. Rowell. Yale University Press, New Haven 1940; 2. Aufl. 2003 (Review)
- mit Gustave Bloch: Histoire romaine; T. 2: La République romaine de 133 avant J.-C. à la mort de César. (2. éd.). 1940
- Les Sécrets de la correspondance de Cicéron. 2 Bde. Paris: L’Artisan du Livre, 1947 (eine engl. Übers. erschien 1951 bei Routledge)
- Histoire romaine;  T. 2: La République romaine de 133 avant J.-C. à la mort de César. Sect. 2: César. 4. éd. 1950
- Études d’histoire chrétienne. – (5. mille). - Paris: Michel, 1953
- Souvenirs de sept ans, 1937–1944. – (Ausführliche Autobiographie; Zeit in Rom, Vichy, Zweiter Weltkrieg etc.) – Paris: Flammarion, 1953
- Passion et politique chez les Césars. – Paris: Hachette, 1958
- Alésia et les ruses de César. Paris: Flammarion, 1958
- Le Vatican. – Paris: Flammarion ([usw.]), (1958)
- Profils de conquérants. Paris, Flammarion, 1961